# Мэннерс, Рассел Генри
Рассел Генри Мэннерс (англ. Russell Henry Manners, 1800—1870) — адмирал британского Королевского флота, занимал пост президента Королевского астрономического общества.
Рассел был единственным ребёнком британского политика, депутата парламента Рассела Мэннерса. В 1813 году Рассел-младший поступил в Королевский военно-морской колледж в Портсмуте, а в 1816 году начал карьеру в британском военном флоте. Начал службу на корабле «Минден», а в 1818 году — младшим офицером в Орландо. Служил на кораблях «Малабар», «Спартан» и «Пирамус», затем, в звании лейтенанта — на корабле «Тайн». В 1827 году назначен командиром корабля, когда он получил командование «Бритомар».
С конца 1820-х годов большую часть времени Мэннерс посвящает занятиям наукой. В 1834 году женился на Луизе Джейн, дочери графа де Ноэ, пэра Франции. В браке у них было двое сыновей и дочь.
В 1836 году Рассел Мэннерс был избран членом Королевского астрономического общества, где выполнял ряд административных обязанностей. С 1848 по 1858 год был почётным секретарём, с 1858 — секретарём по иностранным делам, в 1868—1870 годах — президентом общества.
В 1849 году отошёл от активной деятельности, получил звание контр-адмирала в 1855 году, вице-адмирала в 1862 году и адмирала в 1865 году.
В его честь назван кратер Маннерс на Луне (название утверждено МАС в 1935 году).